# 津坪站
津坪站（韓語：진평역）是朝鮮民主主義人民共和國慈江道前川郡津坪里的一個鐵路車站，属于满浦线。

## 历史
- 1936年12月1日，开通使用。

## 邻近车站
满浦线
椽木站 - 津坪站 - 古仁站